# Copa Paraguay 2024
La Copa Paraguay 2024 fue la sexta edición de la Copa Paraguay, que otorgó al campeón (o a quien corresponda) la clasificación en forma directa a la Copa Libertadores 2025, y el derecho a disputar la Supercopa Paraguay 2024.
En esta edición, se consagró campeón Libertad quien se coronó por tercera vez en su historia, al imponerse en la final ante Nacional. Debido a que Libertad ya estaba clasificado a la Copa Libertadores 2025 por ser campeón del Torneo Apertura 2024 el cupo fue otorgado a Nacional, vicecampeón de esta edición del certamen.

## Participantes
El torneo contó con 75 equipos en su fase nacional: los 12 de la Primera División, los 16 de la Intermedia, 18 de Primera B, 12 de Primera C y 17 de UFI, donde estas tres últimas disputaron la Fase 1 en llaves de sus respectivas divisiones, en la Fase 2 se enfrentaron los ganadores de la Fase 1 con los equipos de la División Intermedia y la Fase 3 se enfrentaron los ganadores de la Fase 2 con los equipos de la División Profesional.

### Equipos Clasificados a la Fase Nacional
| División                               | Equipo | P.                                | Vía de clasificación |
| -------------------------------------- | --- | --------------------------------- | --- |
| Primera División 12 cupos              | Cerro Porteño Sportivo Trinidense General Caballero (JLM) Guaraní Libertad Nacional Olimpia Sportivo Luqueño Sportivo Ameliano Tacuary Sportivo 2 de Mayo Sol de América | 6 5 6 5 6                         | Clasificados de manera automática a la Fase Nacional (Dieciseisavos de final) |
| División Intermedia 16 cupos           | Guaireña FC Resistencia SC Martín Ledesma Atlético 3 de Febrero San Lorenzo Fernando de la Mora Atlético Colegiales Deportivo Santaní Independiente FBC (CG) Sportivo Carapeguá Pastoreo Deportivo Recoleta Rubio Ñu Encarnación FC 12 de Junio Atlético Tembetary | 6 4 6 5 6 2 3 6 1 5               | Clasificados de manera automática a la Fase Nacional (Fase 2) |
| Primera División B 18 cupos            | Cristóbal Colón FBC (JAS) 24 de Setiembre VP 12 de Octubre FBC (Itauguá) 29 de Septiembre Presidente Hayes Cristóbal Colón (Ñ) Olimpia de Itá Sportivo Limpeño 3 de Noviembre 3 de Febrero RB Atlántida River Plate Silvio Pettirossi Deportivo Capiatá Benjamín Aceval Sport Colombia 12 de Octubre SD General Díaz                                                                                       | 6 5 6 4 5 4 6 3 5 4 6 5 6 4 3 5 6 | Clasificados de manera automática a la Fase Nacional (Fase 1) |
| Primera División C 12 cupos            | Deportivo Humaitá Sportivo Iteño Fulgencio Yegros General Caballero ZC Oriental 1.º de Marzo (FDO) Atlético Juventud Valois Rivarola Capitán Figari Deportivo Pinozá Sport Colonial Pilcomayo | 6 4 6 5 6 3 2 3 5 4               | Clasificados de manera automática a la Fase Nacional (Fase 1) |
| Unión del Fútbol del Interior 17 cupos | Nacional (Yby Yaú) 14 de Mayo (Capiibary) Sport Unión (Piribebuy) Olimpia (Villarrica) Atlético Forestal (Campo 9) Atlético Enramadita (Tavaí) San Pedro (S.P.P.) 15 de Mayo (Santa María) Guaraní (La Colmena) Patriotas (Hernandarias) Universo FBC (Capiatá) 1.º de Marzo (Pilar) 1.º de Marzo (PJC) Salto del Guairá San Miguel (Nanawa) Juventud (Mcal. Estigarribia) 16 de Julio (Pto. La Esperanza) | 2 1 2 1 5 1                       | Representante del I Departamento de Concepción Representante del II Departamento de San Pedro Representante del III Departamento de Cordillera Representante del IV Departamento de Guairá Representante del V Departamento de Caaguazú Representante del VI Departamento de Caazapá Representante del VII Departamento de Itapúa Representante del VIII Departamento de Misiones Representante del IX Departamento de Paraguarí Representante del X Departamento de Alto Paraná Representante del XI Departamento Central Representante del XII Departamento de Ñeembucú Representante del XIII Departamento de Amambay Representante del XIV Departamento de Canindeyú Representante del XV Departamento de Presidente Hayes Representante del XVI Departamento de Boquerón Representante del XVII Departamento de Alto Paraguay |

### Distribución geográfica
| Distrito capital/Departamento    | Cantidad | Equipos |
| -------------------------------- | -------- | --- |
| Asunción                         | 27       | Cerro Porteño - Guaraní - Libertad - Nacional - Olimpia - Resistencia - Sportivo Ameliano - Tacuary - River Plate - Fernando de la Mora - Rubio Ñu - Sportivo Trinidense - Independiente CG - Atlético Tembetary - Presidente Hayes - 3 de Noviembre - 3 de Febrero RB - Atlántida - Deportivo Recoleta - General Caballero ZC - Silvio Pettirossi - Oriental - Atlético Juventud - Valois Rivarola - Sport Colonial - 12 de Octubre SD - Deportivo Pinozá |
| Departamento de Concepción       | 1        | Nacional (Yby Yaú) |
| Departamento de San Pedro        | 2        | Deportivo Santaní - 14 de Mayo |
| Departamento de Cordillera       | 1        | Sport Unión |
| Departamento de Guairá           | 2        | Guaireña - Olimpia (Villarrica) |
| Departamento de Caaguazú         | 2        | Pastoreo FC - Atlético Forestal |
| Departamento de Caazapá          | 1        | Atlético Enramadita |
| Departamento de Itapúa           | 2        | Club Sportivo San Pedro - Encarnación FC |
| Departamento de Misiones         | 1        | 15 de Mayo |
| Departamento de Paraguarí        | 2        | Sportivo Carapeguá - Guaraní (La Colmena) |
| Departamento de Alto Paraná      | 3        | General Caballero JLM - Atlético 3 de Febrero - Patriotas |
| Departamento Central             | 22       | 12 de octubre - Sol de América - Atlético Colegiales - Martín Ledesma - Sportivo Iteño - Sportivo Luqueño - San Lorenzo - Cristóbal Colón (JAS) - 29 de Septiembre - Cristóbal Colón (Ñ) - Olimpia (Itá) - Sportivo Limpeño - 24 de Setiembre VP - Deportivo Capiatá - Fulgencio Yegros - General Díaz - Sport Colombia - Deportivo Humaitá - 1.º de Marzo - Pilcomayo - Capitán Figari - Universo FBC                                                     |
| Departamento de Ñeembucú         | 1        | 1.º de Marzo (Pilar) |
| Departamento de Amambay          | 2        | Sportivo 2 de Mayo - 1.º de Marzo (PJC) |
| Departamento de Canindeyú        | 1        | Salto del Guairá |
| Departamento de Presidente Hayes | 3        | Benjamín Aceval - 12 de Junio - San Miguel |
| Departamento de Boquerón         | 1        | Atlético Juventud (Mariscal Estigarribia) |
| Departamento de Alto Paraguay    | 1        | 16 de Julio |

## Cuadro principal
Los participantes se enfrentarán en llaves de 2 equipos en un único juego de eliminación directa en cancha neutral, de haber empate al final del período reglamentario, se ejecutarán tiros penales.

### Cuadro de desarrollo
|  | Dieciseisavos de final 20 de agosto al 19 de septiembre | Dieciseisavos de final 20 de agosto al 19 de septiembre |                                            |       | Octavos de final 1 al 16 de octubre | Octavos de final 1 al 16 de octubre |  |  | Cuartos de final 24 al 30 de octubre | Cuartos de final 24 al 30 de octubre |  |  | Semifinales 13 y 20 de noviembre | Semifinales 13 y 20 de noviembre |  |  | Final 6 de diciembre | Final 6 de diciembre |
|  |                                                         |                                                         |                                            |       |                                     |                                     |  |  |                                      |                                      |  |  |                                  |                                  |  |  |                      |                      |
|  | 18 de agosto - Luis Alfonso Giagni                      |                                                         |                                            |       |                                     |                                     |  |  |                                      |                                      |  |  |                                  |                                  |  |  |                      |                      |
|  |                                                         |                                                         |                                            |       |                                     |                                     |  |  |                                      |                                      |  |  |                                  |                                  |  |  |                      |                      |
|  | Deportivo Recoleta                                      | 2 (4)                                                   |                                            |       |                                     |                                     |  |  |                                      |                                      |  |  |                                  |                                  |  |  |                      |                      |
|  | Deportivo Recoleta                                      | 2 (4)                                                   | 9 de octubre - Rogelio Silvino Livieres    |       |                                     |                                     |  |  |                                      |                                      |  |  |                                  |                                  |  |  |                      |                      |
|  | Cerro Porteño                                           | 2 (5)                                                   |                                            |       |                                     |                                     |  |  |                                      |                                      |  |  |                                  |                                  |  |  |                      |                      |
|  | Cerro Porteño                                           | 2 (5)                                                   | Cerro Porteño                              | 1     |                                     |                                     |  |  |                                      |                                      |  |  |                                  |                                  |  |  |                      |                      |
|  | 7 de septiembre - Luis Alfonso Giagni                   |                                                         | Cerro Porteño                              | 1     |                                     |                                     |  |  |                                      |                                      |  |  |                                  |                                  |  |  |                      |                      |
|  |                                                         | Sol de América                                          | 2                                          |       |                                     |                                     |  |  |                                      |                                      |  |  |                                  |                                  |  |  |                      |                      |
|  | Sportivo Limpeño                                        | Sol de América                                          | 2                                          | 0     |                                     |                                     |  |  |                                      |                                      |  |  |                                  |                                  |  |  |                      |                      |
|  | Sportivo Limpeño                                        |                                                         | 30 de octubre - General Adrián Jara        | 0     |                                     |                                     |  |  |                                      |                                      |  |  |                                  |                                  |  |  |                      |                      |
|  | Sol de América                                          | 2                                                       |                                            |       |                                     |                                     |  |  |                                      |                                      |  |  |                                  |                                  |  |  |                      |                      |
|  | Sol de América                                          | 2                                                       | Sol de América                             | 0 (2) |                                     |                                     |  |  |                                      |                                      |  |  |                                  |                                  |  |  |                      |                      |
|  | 19 de septiembre - Villa Alegre                         |                                                         | Sol de América                             | 0 (2) |                                     |                                     |  |  |                                      |                                      |  |  |                                  |                                  |  |  |                      |                      |
|  |                                                         | Libertad                                                | 0 (4)                                      |       |                                     |                                     |  |  |                                      |                                      |  |  |                                  |                                  |  |  |                      |                      |
|  | Encarnación FC                                          | Libertad                                                | 0 (4)                                      | 0 (4) |                                     |                                     |  |  |                                      |                                      |  |  |                                  |                                  |  |  |                      |                      |
|  | Encarnación FC                                          | 2 de octubre - Facundo de León Fossati                  |                                            | 0 (4) |                                     |                                     |  |  |                                      |                                      |  |  |                                  |                                  |  |  |                      |                      |
|  | Tacuary                                                 | 0 (3)                                                   |                                            |       |                                     |                                     |  |  |                                      |                                      |  |  |                                  |                                  |  |  |                      |                      |
|  | Tacuary                                                 | 0 (3)                                                   | Encarnación FC                             | 0     |                                     |                                     |  |  |                                      |                                      |  |  |                                  |                                  |  |  |                      |                      |
|  | 7 de septiembre - Luis Alfonso Giagni                   |                                                         | Encarnación FC                             | 0     |                                     |                                     |  |  |                                      |                                      |  |  |                                  |                                  |  |  |                      |                      |
|  |                                                         | Libertad                                                | 2                                          |       |                                     |                                     |  |  |                                      |                                      |  |  |                                  |                                  |  |  |                      |                      |
|  | Deportivo Santaní                                       | Libertad                                                | 2                                          | 0     |                                     |                                     |  |  |                                      |                                      |  |  |                                  |                                  |  |  |                      |                      |
|  | Deportivo Santaní                                       |                                                         | 13 de noviembre - Rogelio Silvino Livieres | 0     |                                     |                                     |  |  |                                      |                                      |  |  |                                  |                                  |  |  |                      |                      |
|  | Libertad                                                | 1                                                       |                                            |       |                                     |                                     |  |  |                                      |                                      |  |  |                                  |                                  |  |  |                      |                      |
|  | Libertad                                                | 1                                                       | Libertad                                   | 2     |                                     |                                     |  |  |                                      |                                      |  |  |                                  |                                  |  |  |                      |                      |
|  | 20 de agosto - Martín Torres                            |                                                         | Libertad                                   | 2     |                                     |                                     |  |  |                                      |                                      |  |  |                                  |                                  |  |  |                      |                      |
|  |                                                         | Sportivo Luqueño                                        | 0                                          |       |                                     |                                     |  |  |                                      |                                      |  |  |                                  |                                  |  |  |                      |                      |
|  | 12 de Octubre SD                                        | Sportivo Luqueño                                        | 0                                          | 1     |                                     |                                     |  |  |                                      |                                      |  |  |                                  |                                  |  |  |                      |                      |
|  | 12 de Octubre SD                                        | 1 de octubre - General Adrián Jara                      |                                            | 1     |                                     |                                     |  |  |                                      |                                      |  |  |                                  |                                  |  |  |                      |                      |
|  | Sportivo Trinidense                                     | 3                                                       |                                            |       |                                     |                                     |  |  |                                      |                                      |  |  |                                  |                                  |  |  |                      |                      |
|  | Sportivo Trinidense                                     | 3                                                       | Sportivo Trinidense                        | 2 (3) |                                     |                                     |  |  |                                      |                                      |  |  |                                  |                                  |  |  |                      |                      |
|  | 5 de septiembre - Ka'arendy                             |                                                         | Sportivo Trinidense                        | 2 (3) |                                     |                                     |  |  |                                      |                                      |  |  |                                  |                                  |  |  |                      |                      |
|  |                                                         | Sportivo Luqueño                                        | 2 (4)                                      |       |                                     |                                     |  |  |                                      |                                      |  |  |                                  |                                  |  |  |                      |                      |
|  | Salto del Guairá                                        | Sportivo Luqueño                                        | 2 (4)                                      | 1     |                                     |                                     |  |  |                                      |                                      |  |  |                                  |                                  |  |  |                      |                      |
|  | Salto del Guairá                                        |                                                         | 24 de octubre - Luis Alfonso Giagni        | 1     |                                     |                                     |  |  |                                      |                                      |  |  |                                  |                                  |  |  |                      |                      |
|  | Sportivo Luqueño                                        | 3                                                       |                                            |       |                                     |                                     |  |  |                                      |                                      |  |  |                                  |                                  |  |  |                      |                      |
|  | Sportivo Luqueño                                        | 3                                                       | Sportivo Luqueño                           | 1     |                                     |                                     |  |  |                                      |                                      |  |  |                                  |                                  |  |  |                      |                      |
|  | 21 de agosto - Erico Galeano Segovia                    |                                                         | Sportivo Luqueño                           | 1     |                                     |                                     |  |  |                                      |                                      |  |  |                                  |                                  |  |  |                      |                      |
|  |                                                         | Guaireña                                                | 0                                          |       |                                     |                                     |  |  |                                      |                                      |  |  |                                  |                                  |  |  |                      |                      |
|  | Guaraní (La Colmena)                                    | Guaireña                                                | 0                                          | 1 (4) |                                     |                                     |  |  |                                      |                                      |  |  |                                  |                                  |  |  |                      |                      |
|  | Guaraní (La Colmena)                                    | 16 de octubre - Erico Galeano Segovia                   |                                            | 1 (4) |                                     |                                     |  |  |                                      |                                      |  |  |                                  |                                  |  |  |                      |                      |
|  | 24 de Setiembre                                         | 1 (5)                                                   |                                            |       |                                     |                                     |  |  |                                      |                                      |  |  |                                  |                                  |  |  |                      |                      |
|  | 24 de Setiembre                                         | 1 (5)                                                   | 24 de Setiembre                            | 0     |                                     |                                     |  |  |                                      |                                      |  |  |                                  |                                  |  |  |                      |                      |
|  | 18 de septiembre - Erico Galeano Segovia                |                                                         | 24 de Setiembre                            | 0     |                                     |                                     |  |  |                                      |                                      |  |  |                                  |                                  |  |  |                      |                      |
|  |                                                         | Guaireña                                                | 1                                          |       |                                     |                                     |  |  |                                      |                                      |  |  |                                  |                                  |  |  |                      |                      |
|  | Martín Ledesma                                          | Guaireña                                                | 1                                          | 0     |                                     |                                     |  |  |                                      |                                      |  |  |                                  |                                  |  |  |                      |                      |
|  | Martín Ledesma                                          |                                                         |                                            | 0     |                                     |                                     |  |  |                                      |                                      |  |  |                                  |                                  |  |  |                      |                      |
|  | Guaireña                                                | 1                                                       |                                            |       |                                     |                                     |  |  |                                      |                                      |  |  |                                  |                                  |  |  |                      |                      |
|  | Guaireña                                                | 1                                                       | Libertad                                   | 1     |                                     |                                     |  |  |                                      |                                      |  |  |                                  |                                  |  |  |                      |                      |
|  | 5 de septiembre - Luis Salinas Tanasio                  |                                                         | Libertad                                   | 1     |                                     |                                     |  |  |                                      |                                      |  |  |                                  |                                  |  |  |                      |                      |
|  |                                                         | Nacional                                                | 0                                          |       |                                     |                                     |  |  |                                      |                                      |  |  |                                  |                                  |  |  |                      |                      |
|  | Atlético Colegiales                                     | Nacional                                                | 0                                          | 0     |                                     |                                     |  |  |                                      |                                      |  |  |                                  |                                  |  |  |                      |                      |
|  | Atlético Colegiales                                     | 8 de octubre - Luis Alfonso Giagni                      |                                            | 0     |                                     |                                     |  |  |                                      |                                      |  |  |                                  |                                  |  |  |                      |                      |
|  | Olimpia                                                 | 3                                                       |                                            |       |                                     |                                     |  |  |                                      |                                      |  |  |                                  |                                  |  |  |                      |                      |
|  | Olimpia                                                 | 3                                                       | Olimpia                                    | 2     |                                     |                                     |  |  |                                      |                                      |  |  |                                  |                                  |  |  |                      |                      |
|  | 21 de agosto - Antonio Aranda                           |                                                         | Olimpia                                    | 2     |                                     |                                     |  |  |                                      |                                      |  |  |                                  |                                  |  |  |                      |                      |
|  |                                                         | 3 de Febrero                                            | 0                                          |       |                                     |                                     |  |  |                                      |                                      |  |  |                                  |                                  |  |  |                      |                      |
|  | 3 de Febrero                                            | 3 de Febrero                                            | 0                                          | 0 (4) |                                     |                                     |  |  |                                      |                                      |  |  |                                  |                                  |  |  |                      |                      |
|  | 3 de Febrero                                            |                                                         | 30 de octubre - Defensores del Chaco       | 0 (4) |                                     |                                     |  |  |                                      |                                      |  |  |                                  |                                  |  |  |                      |                      |
|  | General Caballero JLM                                   | 0 (3)                                                   |                                            |       |                                     |                                     |  |  |                                      |                                      |  |  |                                  |                                  |  |  |                      |                      |
|  | General Caballero JLM                                   | 0 (3)                                                   | Olimpia                                    | 0     |                                     |                                     |  |  |                                      |                                      |  |  |                                  |                                  |  |  |                      |                      |
|  | 4 de septiembre - Arsenio Erico                         |                                                         | Olimpia                                    | 0     |                                     |                                     |  |  |                                      |                                      |  |  |                                  |                                  |  |  |                      |                      |
|  |                                                         | Nacional                                                | 2                                          |       |                                     |                                     |  |  |                                      |                                      |  |  |                                  |                                  |  |  |                      |                      |
|  | Cristóbal Colón JAS                                     | Nacional                                                | 2                                          | 0     |                                     |                                     |  |  |                                      |                                      |  |  |                                  |                                  |  |  |                      |                      |
|  | Cristóbal Colón JAS                                     | 9 de octubre - Martín Torres                            |                                            | 0     |                                     |                                     |  |  |                                      |                                      |  |  |                                  |                                  |  |  |                      |                      |
|  | Nacional                                                | 5                                                       |                                            |       |                                     |                                     |  |  |                                      |                                      |  |  |                                  |                                  |  |  |                      |                      |
|  | Nacional                                                | 5                                                       | Nacional                                   | 2     |                                     |                                     |  |  |                                      |                                      |  |  |                                  |                                  |  |  |                      |                      |
|  | 4 de septiembre - La Catedral                           |                                                         | Nacional                                   | 2     |                                     |                                     |  |  |                                      |                                      |  |  |                                  |                                  |  |  |                      |                      |
|  |                                                         | 2 de Mayo                                               | 1                                          |       |                                     |                                     |  |  |                                      |                                      |  |  |                                  |                                  |  |  |                      |                      |
|  | Atlético Tembetary                                      | 2 de Mayo                                               | 1                                          | 0     |                                     |                                     |  |  |                                      |                                      |  |  |                                  |                                  |  |  |                      |                      |
|  | Atlético Tembetary                                      |                                                         | 20 de noviembre - Defensores del Chaco     | 0     |                                     |                                     |  |  |                                      |                                      |  |  |                                  |                                  |  |  |                      |                      |
|  | 2 de Mayo                                               | 2                                                       |                                            |       |                                     |                                     |  |  |                                      |                                      |  |  |                                  |                                  |  |  |                      |                      |
|  | 2 de Mayo                                               | 2                                                       | Nacional                                   | 2     |                                     |                                     |  |  |                                      |                                      |  |  |                                  |                                  |  |  |                      |                      |
|  | 8 de septiembre - Martín Torres                         |                                                         | Nacional                                   | 2     |                                     |                                     |  |  |                                      |                                      |  |  |                                  |                                  |  |  |                      |                      |
|  |                                                         | Guaraní                                                 | 1                                          |       | Partido por el tercer puesto        | Partido por el tercer puesto        |  |  |                                      |                                      |  |  |                                  |                                  |  |  |                      |                      |
|  | Benjamín Aceval                                         | Guaraní                                                 | 1                                          | 1     | Partido por el tercer puesto        | Partido por el tercer puesto        |  |  |                                      |                                      |  |  |                                  |                                  |  |  |                      |                      |
|  | Benjamín Aceval                                         | 2 de octubre - Luis Alfonso Giagni                      |                                            | 1     |                                     |                                     |  |  |                                      |                                      |  |  |                                  |                                  |  |  |                      |                      |
|  | Sportivo Ameliano                                       | 2                                                       |                                            |       |                                     |                                     |  |  |                                      |                                      |  |  |                                  |                                  |  |  |                      |                      |
|  | Sportivo Ameliano                                       | 2                                                       | Sportivo Ameliano                          | 1 (3) | Sportivo Luqueño                    | 0 (5)                               |  |  |                                      |                                      |  |  |                                  |                                  |  |  |                      |                      |
|  | 20 de agosto - Rogelio Silvino Livieres                 |                                                         | Sportivo Ameliano                          | 1 (3) | Sportivo Luqueño                    | 0 (5)                               |  |  |                                      |                                      |  |  |                                  |                                  |  |  |                      |                      |
|  |                                                         | Guaraní                                                 | 1 (4)                                      |       | Guaraní                             | 0 (4)                               |  |  |                                      |                                      |  |  |                                  |                                  |  |  |                      |                      |
|  | Sport Unión                                             | Guaraní                                                 | 1 (4)                                      | 0     | Guaraní                             | 0 (4)                               |  |  |                                      |                                      |  |  |                                  |                                  |  |  |                      |                      |
|  | Sport Unión                                             |                                                         | 24 de octubre - General Adrián Jara        | 0     |                                     |                                     |  |  |                                      |                                      |  |  |                                  |                                  |  |  |                      |                      |
|  | Guaraní                                                 | 7                                                       |                                            |       |                                     |                                     |  |  |                                      |                                      |  |  |                                  |                                  |  |  |                      |                      |
|  | Guaraní                                                 | 7                                                       | Guaraní                                    | 1     |                                     |                                     |  |  |                                      |                                      |  |  |                                  |                                  |  |  |                      |                      |
|  | 9 de septiembre - Ricardo Gregor                        |                                                         | Guaraní                                    | 1     |                                     |                                     |  |  |                                      |                                      |  |  |                                  |                                  |  |  |                      |                      |
|  |                                                         | Sportivo Carapeguá                                      | 0                                          |       |                                     |                                     |  |  |                                      |                                      |  |  |                                  |                                  |  |  |                      |                      |
|  | Independiente CG                                        | Sportivo Carapeguá                                      | 0                                          | 0 (3) |                                     |                                     |  |  |                                      |                                      |  |  |                                  |                                  |  |  |                      |                      |
|  | Independiente CG                                        | 1 de octubre - Erico Galeano Segovia                    |                                            | 0 (3) |                                     |                                     |  |  |                                      |                                      |  |  |                                  |                                  |  |  |                      |                      |
|  | Sportivo Iteño                                          | 0 (4)                                                   |                                            |       |                                     |                                     |  |  |                                      |                                      |  |  |                                  |                                  |  |  |                      |                      |
|  | Sportivo Iteño                                          | 0 (4)                                                   | Sportivo Iteño                             | 0     |                                     |                                     |  |  |                                      |                                      |  |  |                                  |                                  |  |  |                      |                      |
|  | 9 de septiembre - Ricardo Gregor                        |                                                         | Sportivo Iteño                             | 0     |                                     |                                     |  |  |                                      |                                      |  |  |                                  |                                  |  |  |                      |                      |
|  |                                                         | Sportivo Carapeguá                                      | 1                                          |       |                                     |                                     |  |  |                                      |                                      |  |  |                                  |                                  |  |  |                      |                      |
|  | Sportivo Carapeguá                                      | Sportivo Carapeguá                                      | 1                                          | 2     |                                     |                                     |  |  |                                      |                                      |  |  |                                  |                                  |  |  |                      |                      |
|  | Sportivo Carapeguá                                      |                                                         |                                            | 2     |                                     |                                     |  |  |                                      |                                      |  |  |                                  |                                  |  |  |                      |                      |
|  | Fernando de la Mora                                     | 1                                                       |                                            |       |                                     |                                     |  |  |                                      |                                      |  |  |                                  |                                  |  |  |                      |                      |
|  | Fernando de la Mora                                     | 1                                                       |                                            |       |                                     |                                     |  |  |                                      |                                      |  |  |                                  |                                  |  |  |                      |                      |

### Fase 1
Esta fase se disputó del 30 de abril al 16 de junio en 22 llaves a partido único y una llave triangular, clasificaron a la fase 2 los 22 ganadores de los partidos únicos y los 2 mejores del triangular. En caso de empates en los partidos únicos, se definieron las series vía tiros penales.
Un total de 47 equipos disputaron esta fase: 18 equipos de la Primera B, 12 de la Primera C y 17 de la UFI.
| Fase 1                  | Fase 1             | Fase 1                                 | Fase 1                       | Fase 1      | Fase 1 | Fase 1   |
| Equipo 1                | Resultado          | Equipo 2                               | Estadio                      | Día         | Hora   | Llave    |
| ----------------------- | ------------------ | -------------------------------------- | ---------------------------- | ----------- | ------ | -------- |
| Cristobal Colón JAS     | 3 – 1              | Silvio Pettirossi                      | Luis Alberto Salinas Tanasio | 30 de abril | 17:00  | F1.15    |
| 12 de Octubre (Itauguá) | 1 – 2              | Olimpia (Itá)                          | Luis Alberto Salinas Tanasio | 30 de abril | 19:30  | F1.11    |
| Cristobal Colón (Ñ)     | 1 – 0              | Presidente Hayes                       | Ricardo Gregor               | 1 de mayo   | 17:00  | F1.12    |
| River Plate             | 1 – 2              | 24 de Setiembre                        | Ricardo Gregor               | 1 de mayo   | 19:30  | F1.10    |
| Sportivo San Pedro      | 1 – 5              | Atlético Enramadita                    | Parque del Guairá            | 14 de mayo  | 17:00  | F1.14    |
| Guaraní (La Colmena)    | 1 - 1 (4 - 3 pen.) | Olimpia (Villarrica)                   | Parque del Guairá            | 14 de mayo  | 19:30  | F1.9     |
| Atlético Forestal       | 0 – 1              | Patriotas                              | Juan José Vázquez            | 15 de mayo  | 17:00  | F1.4     |
| Salto del Guairá        | 4 – 0              | 14 de Mayo                             | Juan José Vázquez            | 15 de mayo  | 19:30  | F1.7     |
| Capitán Figari          | 5 – 2              | Oriental                               | Isidro Roussillón Pascottini | 16 de mayo  | 17:00  | F1.6     |
| General Caballero ZC    | 1 – 3              | Sportivo Iteño                         | Isidro Roussillón Pascottini | 16 de mayo  | 19:30  | F1.22    |
| Deportivo Pinozá        | 1 – 1 (6 - 5 pen.) | Atlético Juventud                      | Ricardo Gregor               | 28 de mayo  | 17:00  | F1.3     |
| General Díaz            | 0 – 4              | Sportivo Limpeño                       | Ricardo Gregor               | 28 de mayo  | 19:30  | F1.2     |
| Pilcomayo               | 3 – 1              | Valois Rivarola                        | Gunther Vogel                | 29 de mayo  | 17:00  | F1.13    |
| Humaitá                 | 2 – 0              | 1° de Marzo FM                         | Gunther Vogel                | 29 de mayo  | 19:30  | F1.19    |
| Sport Colonial          | 0 – 0 (1 - 3 pen.) | Fulgencio Yegros                       | Luis Alberto Salinas Tanasio | 30 de mayo  | 17:00  | F1.16    |
| 1° de Marzo (Pilar)     | 1 – 0              | 15 de Mayo                             | Luis Alberto Salinas Tanasio | 30 de mayo  | 19:30  | F1.17    |
| 1° de Marzo PJC*        | 1 – 2              | 16 de Julio*                           | Río Parapití                 | 10 de junio | 15:30  | F1.23/24 |
| Universo FBC            | 0 – 1              | Sport Unión                            | Lic. Erico Galeano Segovia   | 11 de junio | 15:45  | F1.20    |
| 3 de Noviembre          | 1 – 2              | Deportivo Capiatá                      | Lic. Erico Galeano Segovia   | 11 de junio | 18:00  | F1.8     |
| San Miguel              | 2 – 2 (4 - 3 pen.) | Atlético Juventud (Mcal. Estigarribia) | Isidro Roussillón Pascottini | 12 de junio | 17:00  | F1.1     |
| Benjamín Aceval         | 2 – 1              | Sport Colombia                         | Isidro Roussillón Pascottini | 12 de junio | 19:30  | F1.18    |
| 16 de Julio*            | 1 – 4              | Nacional (Yby Yaú)*                    | Río Parapití                 | 13 de junio | 15:30  | F1.23/24 |
| Atlántida               | 3 – 2              | 3 de Febrero RB                        | Gunther Vogel                | 13 de junio | 17:30  | F1.21    |
| 29 de Setiembre         | 1 – 3              | 12 de Octubre SD                       | Gunther Vogel                | 13 de junio | 20:00  | F1.5     |
| Nacional (Yby Yaú)*     | 4 – 1              | 1° de Marzo PJC*                       | Río Parapití                 | 16 de junio | 15:30  | F1.23/24 |

Nota:
* Estos equipos jugarán en llaves triangulares
Clasificación UFI
| Pos. | Equipo                        | Pts. | PJ | G | E | P | GF | GC | Dif. | Clasificación 2024               |
| ---- | ----------------------------- | ---- | -- | - | - | - | -- | -- | ---- | -------------------------------- |
| 1    | Nacional (Concepción)*        | 6    | 2  | 2 | 0 | 0 | 8  | 2  | +6   | Clasificados a la siguiente fase |
| 2    | 16 de Julio (Alto Paraguay)** | 3    | 2  | 1 | 0 | 1 | 3  | 5  | −2   | Clasificados a la siguiente fase |
| 3    | 1° de Marzo (Amambay)         | 0    | 2  | 0 | 0 | 2 | 2  | 6  | −4   |                                  |

Actualizado a los partidos jugados el 16 de junio de 2024.
 Fuente: APF
| * | Clasificado como F1.23. |

| ** | Clasificado como F1.24. |

### Fase 2
Esta fase se disputó del 3 al 18 de julio en 20 llaves a partido único, clasificaron a los dieciséisavos de final los 20 ganadores de los partidos. En caso de empates, se definieron las series vía tiros penales.
Un total de 40 equipos disputaron esta fase: 16 equipos de la División Intermedia, 9 equipos de la Primera B, 6 de la Primera C y 9 de la UFI.
| Fase 2               | Fase 2             | Fase 2              | Fase 2                       | Fase 2      | Fase 2 | Fase 2 |
| Equipo 1             | Resultado          | Equipo 2            | Estadio                      | Día         | Hora   | Llave  |
| -------------------- | ------------------ | ------------------- | ---------------------------- | ----------- | ------ | ------ |
| Guaraní (La Colmena) | 2 – 1              | Pastoreo FC         | Bosque Grande                | 3 de julio  | 14:00  | F2.7   |
| Patriotas            | 2 - 2 (2 - 4 pen.) | Deportivo Santaní   | Antonio Aranda               | 3 de julio  | 16:15  | F2.4   |
| Atlético Enramadita  | 1 – 2              | 3 de Febrero        | Antonio Aranda               | 3 de julio  | 18:30  | F2.12  |
| Deportivo Pinozá     | 0 – 3              | Encarnación FC      | Villa Alegre                 | 4 de julio  | 14:00  | F2.3   |
| Pilcomayo            | 1 – 4              | Atlético Colegiales | Gunther Vogel                | 4 de julio  | 16:15  | F2.11  |
| Sportivo Iteño       | 1 – 0              | San Lorenzo         | Gunther Vogel                | 4 de julio  | 18:30  | F2.18  |
| Salto del Guairá     | 1 – 0              | Deportivo Capiatá   | Parque del Guairá            | 9 de julio  | 14:00  | F2.6   |
| Cristobal Colón (Ñ)  | 1 – 5              | Guaireña            | Parque del Guairá            | 9 de julio  | 16:15  | F2.10  |
| Humaitá              | 2 – 4              | Sport Unión         | Isidro Roussillón Pascottini | 10 de julio | 14:00  | F2.16  |
| San Miguel           | 1 – 3              | Deportivo Recoleta  | Isidro Roussillón Pascottini | 10 de julio | 16:15  | F2.1   |
| 24 de Setiembre      | 1 – 0              | 12 de Junio         | Próculo Cortázar             | 11 de julio | 14:00  | F2.8   |
| Olimpia (Itá)        | 0 – 1              | Martín Ledesma      | Lic. Erico Galeano Segovia   | 11 de julio | 16:15  | F2.9   |
| Fulgencio Yegros     | 0 – 1              | Atlético Tembetary  | Lic. Erico Galeano Segovia   | 11 de julio | 18:30  | F2.14  |
| 1° de Marzo (Pilar)  | 1 – 3              | Benjamín Aceval     | Parque del Guairá            | 16 de julio | 16:00  | F2.15  |
| Nacional (Yby Yaú)   | 1 – 2              | Sportivo Carapeguá  | Parque del Guairá            | 16 de julio | 18:30  | F2.19  |
| 12 de Octubre SD     | 1 – 0              | Capitán Figari      | Ricardo Gregor               | 17 de julio | 14:00  | F2.5   |
| Atlántida            | 0 - 0 (2 - 3 pen.) | Independiente CG    | Ricardo Gregor               | 17 de julio | 16:15  | F2.17  |
| Sportivo Limpeño     | 1 - 1 (6 - 5 pen.) | Resistencia         | Tomás Beggan Correa          | 17 de julio | 18:30  | F2.2   |
| 16 de Julio          | 0 – 1              | Fernando de la Mora | Isidro Roussillón Pascottini | 18 de julio | 16:15  | F2.20  |
| Cristóbal Colón JAS  | 2 – 0              | Rubio Ñu            | Isidro Roussillón Pascottini | 18 de julio | 18:30  | F2.13  |

### Dieciseisavos de final
Esta fase se disputó del 20 de agosto al 19 de septiembre en 16 llaves a partido único, clasificaron a los octavos de final los 16 ganadores de los partidos. En caso de empates, se definieron las series vía tiros penales.
Un total de 32 equipos disputarón esta fase: 12 equipos de Primera División, 11 de la División Intermedia, 5 equipos de Primera B, 1 de Primera C y 3 de UFI.
| Dieciseisavos de final | Dieciseisavos de final | Dieciseisavos de final | Dieciseisavos de final     | Dieciseisavos de final | Dieciseisavos de final | Dieciseisavos de final |
| Equipo 1               | Resultado              | Equipo 2               | Estadio                    | Día                    | Hora                   | Llave                  |
| ---------------------- | ---------------------- | ---------------------- | -------------------------- | ---------------------- | ---------------------- | ---------------------- |
| 12 de Octubre SD       | 1 – 3                  | Sportivo Trinidense    | Martín Torres              | 20 de agosto           | 16:30                  | A5                     |
| Sport Unión            | 0 – 7                  | Guaraní                | Rogelio Silvino Livieres   | 20 de agosto           | 19:00                  | A14                    |
| Guaraní (La Colmena)   | 1 – 1 (4 - 5 pen.)     | 24 de Setiembre        | Lic. Erico Galeano Segovia | 21 de agosto           | 14:00                  | A7                     |
| 3 de Febrero           | 0 – 0 (4 - 3 pen.)     | General Caballero JLM  | Antonio Aranda             | 21 de agosto           | 16:30                  | A10                    |
| Atlético Tembetary     | 0 – 2                  | 2 de Mayo              | La Catedral                | 4 de septiembre        | 14:30                  | A12                    |
| Cristóbal Colón JAS    | 0 – 5                  | Nacional               | Arsenio Erico              | 4 de septiembre        | 19:00                  | A11                    |
| Salto del Guairá       | 1 – 3                  | Sportivo Luqueño       | Ka'arendy                  | 5 de septiembre        | 17:30                  | A6                     |
| Atlético Colegiales    | 0 – 3                  | Olimpia                | Luis Salinas Tanasio       | 5 de septiembre        | 20:00                  | A9                     |
| Sportivo Limpeño       | 0 – 2                  | Sol de América         | Luis Alfonso Giagni        | 7 de septiembre        | 17:00                  | A2                     |
| Deportivo Santaní      | 0 – 1                  | Libertad               | Luis Alfonso Giagni        | 7 de septiembre        | 19:30                  | A4                     |
| Benjamín Aceval        | 1 – 2                  | Sportivo Ameliano      | Martín Torres              | 8 de septiembre        | 18:30                  | A13                    |
| Sportivo Carapeguá     | 2 – 1                  | Fernando de la Mora    | Ricardo Gregor             | 9 de septiembre        | 17:00                  | A16                    |
| Independiente CG       | 0 – 0 (3 - 4 pen.)     | Sportivo Iteño         | Ricardo Gregor             | 9 de septiembre        | 19:30                  | A15                    |
| Martín Ledesma         | 0 – 1                  | Guaireña               | Lic. Erico Galeano Segovia | 18 de septiembre       | 17:00                  | A8                     |
| Deportivo Recoleta     | 2 – 2 (4 - 5 pen.)     | Cerro Porteño          | Luis Alfonso Giagni        | 18 de septiembre       | 19:30                  | A1                     |
| Encarnación FC         | 0 – 0 (4 - 3 pen.)     | Tacuary                | Villa Alegre               | 19 de septiembre       | 19:30                  | A3                     |

### Octavos de final
Esta fase se disputó del 1 al 16 de octubre en 8 llaves a partido único se clasificaron a los cuartos de final los 8 ganadores de los partidos. En caso de empates, se definieron las series vía tiros penales.
Un total de 16 equipos disputaron esta fase: 10 equipos de Primera División, 4 de Intermedia, 1 de Primera B y 1 de Primera C
| Octavos de final    | Octavos de final   | Octavos de final   | Octavos de final           | Octavos de final | Octavos de final | Octavos de final |
| Equipo 1            | Resultado          | Equipo 2           | Estadio                    | Día              | Hora             | Llave            |
| ------------------- | ------------------ | ------------------ | -------------------------- | ---------------- | ---------------- | ---------------- |
| Sportivo Iteño      | 0 – 1              | Sportivo Carapeguá | Lic. Erico Galeano Segovia | 1 de octubre     | 17:00            | O8               |
| Sportivo Trinidense | 2 – 2 (3 - 4 pen.) | Sportivo Luqueño   | General Adrián Jara        | 1 de octubre     | 19:30            | O3               |
| Sportivo Ameliano   | 1 – 1 (3 - 4 pen.) | Guaraní            | Luis Alfonso Giagni        | 2 de octubre     | 17:00            | O7               |
| Encarnación FC      | 0 – 2              | Libertad           | Facundo de León Fossati    | 2 de octubre     | 19:30            | O2               |
| Olimpia             | 2 – 0              | 3 de Febrero       | Luis Alfonso Giagni        | 8 de octubre     | 20:00            | O5               |
| Nacional            | 2 – 1              | 2 de Mayo          | Martín Torres              | 9 de octubre     | 17:30            | O6               |
| Cerro Porteño       | 1 – 2              | Sol de América     | Rogelio Silvino Livieres   | 9 de octubre     | 20:00            | O1               |
| 24 de Setiembre     | 0 – 1              | Guaireña           | Lic. Erico Galeano Segovia | 16 de octubre    | 17:00            | O4               |

### Cuartos de final
Esta fase se disputó del 24 al 30 de octubre en 4 llaves a partido único; se clasificaron a las semifinales los 4 ganadores de los partidos. En caso de empates, se definieron las series vía tiros penales.
Un total de 8 equipos disputaron esta fase: 6 equipos de Primera División y 2 de Intermedia
| Cuartos de final | Cuartos de final   | Cuartos de final   | Cuartos de final     | Cuartos de final | Cuartos de final | Cuartos de final |
| Equipo 1         | Resultado          | Equipo 2           | Estadio              | Día              | Hora             | Llave            |
| ---------------- | ------------------ | ------------------ | -------------------- | ---------------- | ---------------- | ---------------- |
| Sportivo Luqueño | 1 – 0              | Guaireña           | Luis Alfonso Giagni  | 24 de octubre    | 17:30            | S2               |
| Guaraní          | 1 – 0              | Sportivo Carapeguá | General Adrián Jara  | 24 de octubre    | 20:00            | S4               |
| Sol de América   | 0 – 0 (2 - 4 pen.) | Libertad           | General Adrián Jara  | 30 de octubre    | 17:30            | S1               |
| Olimpia          | 0 – 2              | Nacional           | Defensores del Chaco | 30 de octubre    | 20:00            | S3               |

### Semifinales
Esta fase se disputó el 13 y 20 de noviembre en 2 llaves a partido único, clasificaron a la final los 2 ganadores. Como no hubo empates, no se definieron las series vía tiros penales.
Un total de 4 equipos disputaron esta fase: todos de Primera División
| Semifinales | Semifinales | Semifinales      | Semifinales              | Semifinales     | Semifinales | Semifinales |
| Equipo 1    | Resultado   | Equipo 2         | Estadio                  | Día             | Hora        | Llave       |
| ----------- | ----------- | ---------------- | ------------------------ | --------------- | ----------- | ----------- |
| Libertad    | 2 – 0       | Sportivo Luqueño | Rogelio Silvino Livieres | 13 de noviembre | 19:30       | GS1         |
| Nacional    | 2 – 1       | Guaraní          | Defensores del Chaco     | 20 de noviembre | 19:30       | GS2         |

### Tercer puesto
Los dos equipos que resultaron perdedores de los juegos de semifinales, se enfrentaron para decidir el tercer y cuarto puesto del certamen. Al existir empate en el tiempo reglamentario, se definió la serie vía tiros penales.
| Tercer y cuarto puesto | Tercer y cuarto puesto | Tercer y cuarto puesto | Tercer y cuarto puesto | Tercer y cuarto puesto | Tercer y cuarto puesto | Tercer y cuarto puesto |
| Equipo 1               | Resultado              | Equipo 2               | Estadio                | Día                    | Hora                   |                        |
| ---------------------- | ---------------------- | ---------------------- | ---------------------- | ---------------------- | ---------------------- | ---------------------- |
| Sportivo Luqueño       | 0 – 0 (5 - 4 pen.)     | Guaraní                | Arsenio Erico          | 3 de diciembre         | 19:30                  |                        |

### Final
Los dos mejores equipos del certamen decidieron al campeón en un solo partido; al no existir empate, la serie fue definida en el tiempo reglamentario, sin necesidad de recurrir a tiros penales.
| Final    | Final     | Final    | Final                | Final          | Final | Final |
| Equipo 1 | Resultado | Equipo 2 | Estadio              | Día            | Hora  |       |
| -------- | --------- | -------- | -------------------- | -------------- | ----- | ----- |
| Libertad | 1 – 0     | Nacional | Defensores del Chaco | 6 de diciembre | 19:30 |       |

Ficha del partido
|            | Guardameta     | Rodrigo Morínigo  |     |
|            | Defensa        | Iván Ramírez      |     |
|            | Defensa        | Diego Viera       |     |
|            | Defensa        | Miguel Jacquet    | 37' |
|            | Defensa        | Matías Espinoza   |     |
|            | Centrocampista | Iván Franco       | 76' |
|            | Centrocampista | Álvaro Campuzano  |     |
|            | Centrocampista | Lucas Sanabria    | 76' |
|            | Centrocampista | Rubén Lezcano     |     |
|            | Delantero      | Marcelo Fernández | 68' |
|            | Delantero      | Roque Santa Cruz  | 68' |
| Entrenador | Entrenador     | Sergio Aquino     |     |

|            | Guardameta     | Santiago Rojas       |     |
|            | Defensa        | Juan Luis Alfaro     |     |
|            | Defensa        | Claudio Núñez        |     |
|            | Defensa        | Juan Monteagudo      |     |
|            | Defensa        | Gastón Benítez       | 64' |
|            | Centrocampista | Orlando Gaona        | 68' |
|            | Centrocampista | Leandro Meza         | 45' |
|            | Centrocampista | Juan Fernando Alfaro | 74' |
|            | Centrocampista | Fabrizio Jara        |     |
|            | Delantero      | Gustavo Caballero    |     |
|            | Delantero      | Ignacio Bailone      | 64' |
| Entrenador | Entrenador     | Víctor Bernay        |     |

|  |  | Néstor Giménez   | 37' |
|  |  | Antonio Bareiro  | 68' |
|  |  | Oscar Cardozo    | 68' |
|  |  | Cristian Riveros | 76' |
|  |  | Ángel Cardozo    | 76' |

|  |  | Daniel Rivas     | 64' |
|  |  | Tiago Caballero  | 68' |
|  |  | Fabián Franco    | 74' |
|  |  | Jordan Santacruz | 45' |
|  |  | (Diego Duarte    | 64' |

| Anotado | 56′ | Rubén Lezcano | 1-0 |

| Amonestado | 64′ | Iván Franco |

| Amonestado | 17′ | Gustavo Caballero    |
| Amonestado | 26′ | Orlando Gaona        |
| Amonestado | 72′ | Juan Fernando Alfaro |

| Árbitro             | Juan Gabriel Benítez |
| Árbitros asistentes | Eduardo Cardozo      |
| Árbitros asistentes | Carmelo Candia       |
| Cuarto árbitro      | Alipio Colmán        |
| Adicionales VAR     | Carlos Figueredo     |
| Adicionales VAR     | Héctor Balbuena      |

|            | Guardameta     | Rodrigo Morínigo  |     |
|            | Defensa        | Iván Ramírez      |     |
|            | Defensa        | Diego Viera       |     |
|            | Defensa        | Miguel Jacquet    | 37' |
|            | Defensa        | Matías Espinoza   |     |
|            | Centrocampista | Iván Franco       | 76' |
|            | Centrocampista | Álvaro Campuzano  |     |
|            | Centrocampista | Lucas Sanabria    | 76' |
|            | Centrocampista | Rubén Lezcano     |     |
|            | Delantero      | Marcelo Fernández | 68' |
|            | Delantero      | Roque Santa Cruz  | 68' |
| Entrenador | Entrenador     | Sergio Aquino     |     |

|            | Guardameta     | Santiago Rojas       |     |
|            | Defensa        | Juan Luis Alfaro     |     |
|            | Defensa        | Claudio Núñez        |     |
|            | Defensa        | Juan Monteagudo      |     |
|            | Defensa        | Gastón Benítez       | 64' |
|            | Centrocampista | Orlando Gaona        | 68' |
|            | Centrocampista | Leandro Meza         | 45' |
|            | Centrocampista | Juan Fernando Alfaro | 74' |
|            | Centrocampista | Fabrizio Jara        |     |
|            | Delantero      | Gustavo Caballero    |     |
|            | Delantero      | Ignacio Bailone      | 64' |
| Entrenador | Entrenador     | Víctor Bernay        |     |

|  |  | Néstor Giménez   | 37' |
|  |  | Antonio Bareiro  | 68' |
|  |  | Oscar Cardozo    | 68' |
|  |  | Cristian Riveros | 76' |
|  |  | Ángel Cardozo    | 76' |

|  |  | Daniel Rivas     | 64' |
|  |  | Tiago Caballero  | 68' |
|  |  | Fabián Franco    | 74' |
|  |  | Jordan Santacruz | 45' |
|  |  | (Diego Duarte    | 64' |

| Anotado | 56′ | Rubén Lezcano | 1-0 |

| Amonestado | 64′ | Iván Franco |

| Amonestado | 17′ | Gustavo Caballero    |
| Amonestado | 26′ | Orlando Gaona        |
| Amonestado | 72′ | Juan Fernando Alfaro |

| Árbitro             | Juan Gabriel Benítez |
| Árbitros asistentes | Eduardo Cardozo      |
| Árbitros asistentes | Carmelo Candia       |
| Cuarto árbitro      | Alipio Colmán        |
| Adicionales VAR     | Carlos Figueredo     |
| Adicionales VAR     | Héctor Balbuena      |

## Campeón
|                      |
| Libertad 3.er título |

## Premios
En esta edición de la Copa Paraguay, se otorgarán los siguientes premios:
- Campeón: ₲ 1.000.000.000[19]
- Vicecampeón: ₲ 250.000.000
- Tercer Puesto: ₲ 100.000.000
- Cuarto Puesto: ₲ 50.000.000